# Acanthodactylus scutellatus
Acanthodactylus scutellatus — вид ящірок родини ящіркових (Lacertidae). Мешкає в Північній Африці, зокрема в Сахарі, та на Близькому Сході.

## Поширення і екологія
Acanthodactylus scutellatus мешкають в Мавританії, на сході Алжиру, в південному Тунісі і Лівії, на півночі Малі, Нігеру, Чаду і Судану, в Єгипті, зокрема на Синайському півострові, а також на півдні Ізраїлю. Вони живуть в піщаних пустелях, місцями порослих чагарниками, серед дюн, у ваді та на прибережних рівнинах, на висоті до 1000 м над рівнем моря. Відкладають яйця, в кладці 2-4 яйця.